# 15 Orionis
Désignations
15 Orionis (en abrégé 15 Ori) est une possible étoile binaire de la constellation équatoriale d'Orion, localisée près de la limite avec le Taureau. D'une magnitude apparente de 4,82, elle est visible à l'œil nu bien qu'apparaissant faible.

## Environnement stellaire
D'après la mesure de sa parallaxe par le satellite Gaia, le système est distant d'environ 102 pc (∼333 al) de la Terre. Il s'éloigne du système solaire à une vitesse radiale héliocentrique de +29 km/s ; il s'en était rapproché jusqu'à une distance d'environ 21,11 pc (∼68,9 al) il y a près de trois millions d'années.

## Propriétés
L'étoile primaire du système de 15 Orionis est une étoile sous-géante jaune-blanche de type spectral F2 IV. Cela signifie qu'elle a épuisé les réserves en hydrogène qui étaient contenues dans son noyau et qu'elle a commencé à évoluer en s'éloignant de la séquence principale, au terme de quoi elle deviendra une étoile géante. L'étoile est 3,42 fois plus massive que le Soleil et son rayon est 5,9 fois supérieur au rayon solaire. Elle tourne assez rapidement sur elle-même, montrant une vitesse de rotation projetée de 60 km/s. Elle est 300 fois plus lumineuse que le Soleil et sa température de surface est de 7 161 K.
15 Orionis possède un possible compagnon, désigné 15 Orionis B, qui a été observé à une distance angulaire de 0,3″ en 1923.

## Étoile polaire
15 Orionis indique le pôle sud de la planète Uranus.